# Huang Hua
Huang Hua , chino: 黄华, pinyin: Huáng Huá, (* Hebei, 1913 - Pekín, 2010) fue un político y diplomático chino y desde 1976 hasta el 1982 ocupó el cargo de Ministro de Asuntos Exteriores de la República Popular China.

## Biografía
Huang Hua nació en Hebei, el 25 de enero de 1913. Huang se unió al Partido Comunista de China en 1939. Huang primero llegó a las altas esferas del gobierno chino como traductor.  Fue traductor de  inglés de Mao Zedong a raíz de la victoria del Partido Comunista sobre el Kuomintang. 
En la década de 1950, ganó prominencia como un diplomático eficaz. Estuvo involucrado en las conversaciones de armisticio en la guerra de Corea (1953), estableciendo contactos iniciales con Estados Unidos en Varsovia, Polonia (1958), y de China con las Naciones Unidas (1971). Huang también  firmó el acuerdo sino-japonés Tratado de Paz y Amistad con el  ministro de Relaciones Exteriores japonés Sonoda, el 12 de agosto de 1978. También es ampliamente recordado como uno de los funcionarios que cayeron en el error de hablar demasiado en entornos de mayor libertad. Como Ministro de Relaciones Exteriores de China en 1980, pronunció la célebre frase que no había necesidad de tener al Ejército Popular de Liberación con una guarnición estacionada en Hong Kong. El entonces Líder supremo Deng Xiaoping le reprendió por "articular tonterías". 
Falleció en Pekín, el 24 de noviembre del 2010.